# Responsabilité sociétale
Pour les articles homonymes, voir Sociétal.
Ne doit pas être confondu avec Responsabilité sociale.
 (octobre 2014).
Si vous disposez d'ouvrages ou d'articles de référence ou si vous connaissez des sites web de qualité traitant du thème abordé ici, merci de compléter l'article en donnant les références utiles à sa vérifiabilité et en les liant à la section « Notes et références ».
 (octobre 2014).
- Si vous ne connaissez pas le sujet, laissez ce bandeau (vous pouvez alors contacter les auteurs).
- Si vous supprimez le contenu mis en cause (vous pouvez préalablement contacter les auteurs),

argumentez précisément cette suppression dans la page de discussion
(un manque de référence n'est pas un argument ; une recherche réelle de référence doit avoir été effectuée, être formellement documentée).
La responsabilité parfois dite « sociétale » (ou plus sobrement responsabilité sociale) est le concept qui désigne la responsabilité d'une entité (agent économique, groupe, collectivité, ou même une personne dans le peuple...) relativement aux conséquences économiques, sociales et environnementales de ses activités à l'égard de la société (souvent désignée, mais de façon généralement réductrice, par le terme de parties prenantes). C'est une notion notamment mise en avant par des organisations de consommateurs, des partisans du développement durable et de l'intégration de l'éthique (morale ?) dans l'économie, mais aussi traduite en dispositifs de management.
La force juridique de cette notion est encore en débat : d'un côté, elle est souvent revendiquée comme une initiative volontaire (qui ne devrait donc pas être saisie par le droit) ; de l'autre côté, la RSE est toujours définie par rapport à la réglementation existante (qu'il convient a minima de respecter avant de pouvoir se dire responsable) et, faute d'avancées suffisantes en matière d'intégration d'un développement durable dans les entreprises, les pratiques de RSE (reporting, devoir de vigilance…) ont dû être de plus en plus encadrées par la loi.

## Étymologie
Dans une communication du 13 octobre 2014, l'Académie des Sciences morales et politique (Institut de France) s'est interrogée sur la légitimité formelle du néologisme sociétal, « qu’aucune règle grammaticale de dérivation ne justifie, ni en français ni en anglais ».
Chantal Delsol, vice-présidente de cette institution spécialiste de la terminologie des questions de société, souligne qu'aucun adjectif n'est formé en français par substitution de la syllabe -tal à la syllabe -té. Aucun autre adjectif n'est en effet construit sur ce modèle malencontreux : ni « santal » (santé) ni « beautal » (beauté) ni « chastetal » (chasteté) ni « puretal » (pureté) ni « qualital » (qualité) ni « méchancetal » (méchanceté) n'existent, et leur ridicule n'échappe pas aux francophones.
Au-delà de cette dimension linguistique, l'adjectif « sociétal » n'est en général utilisé en France que pour se distinguer du champ du « dialogue social » (champ du droit du travail où interviennent le législateur ainsi que les « partenaires sociaux », à savoir les organisations représentatives des employeurs d'une part, et des salariés d'autre part). C'est le cas par exemple du nom de la Plateforme nationale d'actions globales pour la responsabilité sociétale d'entreprise. Hormis ce cas de figure, l'usage courant est de parler de « responsabilité sociale », incluant le champ du dialogue social et le champ du « sociétal » ).

## Éléments de définition
La responsabilité sociétale des organisations (entreprises, collectivités territoriales, syndicats, associations) a fait l'objet d'une norme internationale, adoptée par le vote en 2010 de 86 pays, la norme ISO 26000. Elle résulte d'un projet initié par des organisations de consommateurs en 2001, « inquiets des conditions de travail des salariés face aux pratiques de certains grands groupes ». Les groupes de travail ont été néanmoins caractérisés par une faible présence des pays en développement et par un déséquilibre de représentation en faveur des représentants des entreprises et en défaveur des représentants des ouvriers et employés.
La responsabilité sociétale repose principalement sur deux principes :
1. assumer les conséquences de ses activités et de ses décisions sur l’environnement et la société (prévenir, réparer) ;
2. en rendre compte, en s'appuyant sur des indicateurs crédibles et transparents.

La norme ISO 26000, toujours en vigueur, la définit comme :
la « responsabilité d'une organisation vis-à-vis des impacts de ses décisions et activités sur la société et sur l’environnement, se traduisant par un comportement éthique et transparent qui contribue au développement durable, à la santé et au bien-être de la société ; prend en compte les attentes des parties prenantes; respecte les lois en vigueur et qui est en accord avec les normes internationales de comportement; et qui est intégré dans l’ensemble de l’organisation et mis en œuvre dans ses relations ».
Pour une entreprise, on parle ainsi de responsabilité sociétale des entreprises, ou de responsabilité sociale des entreprises (RSE) ; en anglais : « corporate social responsibility » (CSR).
- Au niveau européen, la communication COM(2011)681-final publiée par la Commission européenne le 25 octobre 2011, intitulée « Responsabilité sociale des entreprises : une nouvelle stratégie de l’UE », constitue le cadre de référence. Elle définit la RSE comme :

La responsabilité des entreprises vis-à-vis des effets qu’elles exercent sur la société. Pour assumer cette responsabilité, il faut au préalable que les entreprises respectent la législation en vigueur et les conventions collectives conclues entre partenaires sociaux. Afin de s’acquitter pleinement de leur responsabilité sociale, il convient que les entreprises aient engagé, en collaboration étroite avec leurs parties prenantes, un processus destiné à intégrer les préoccupations en matière sociale, environnementale, éthique, de droits de l’homme et de consommateurs dans leurs activités commerciales et leur stratégie de base, ce processus visant :  – à optimiser la création d’une communauté de valeurs pour leurs propriétaires/actionnaires, ainsi que pour les autres parties prenantes et l’ensemble de la société;  – à recenser, prévenir et atténuer les effets négatifs potentiels que les entreprises peuvent exercer. » COM(2011)681-final, p.6.Cette communication de la Commission européenne rend caduques ses textes précédents (Livre vert 2001« Promouvoir un cadre européen pour la responsabilité sociale des entreprises »  puis communication de 2006). En particulier, ce Livre vert ne fait donc plus référence.

## Plusieurs types de responsabilités sociales
La responsabilité sociétale peut cependant être comprise de différentes façons. Pour certains, c'est une approche éthique, et non morale, prise en compte dans les approches éthique et d'écologie politique, d'affichage environnemental. Elle peut faire partie des allégations environnementales citée par l'entreprise, dans son rapport sur le développement durable par exemple, mais il n'existe pas encore de référentiel consensuel permettant d'objectivement mesurer la responsabilité sociétale d'une organisation ou d'une entreprise. En management, la RSE est souvent présentée comme une démarche de processus permanent de progrès (de type amélioration continue), et non comme un état.
Dans le cas des techniques de l'information et de la communication (TIC), Florence Rodhain et Bernard Fallery ont mis en évidence un ensemble de mauvaises hypothèses sur le rôle des TIC pour l'environnement, qui fait apparaître un jeu de « responsable mais pas coupable », avec trois types d'acteurs et de responsabilités :
- les entreprises, pour lesquelles on parle de responsabilité sociale des entreprises (RSE),
- les politiques, pour lesquels on parle de responsabilité sociale politique (RSP),
- les individus, pour lesquels on parle de responsabilité sociale des individus (RSI).

## La catastrophe du Rana Plaza: Vers un tournant de la régulation?
Le 24 avril 2013, les ateliers textiles dans le bâtiment Rana Plaza (dans la ville de Dacca au Bangladesh) - qui travaillaient pour l'exportation - se sont effondrés faisant 1.129 victimes. L'ampleur de la catastrophe du Rana Plaza a fait évoluer la nature de la réglementation encadrant les relations entre une entreprise et ses filiales à l'étranger, ainsi que sa chaîne de sous-traitants . À la suite de cette catastrophe, le CCFD, Amnesty International, le collectif « Éthique sur l'étiquette », et l'association Sherpa ont plaidé pour la création d'un principe de responsabilité juridique liant une entreprise et ses filiales à l'étranger, ainsi que sa chaîne de sous-traitants[réf. nécessaire]. 
Cette démarche a débouché sur le vote de la Loi n° 2017-399 du 27 mars 2017 relative au devoir de vigilance des sociétés mères et des entreprises donneuses d'ordre (loi dite « Devoir de vigilance »). Elle a été suivie au niveau européen de la Directive 2024/1760 sur le devoir de vigilance des entreprises en matière de durabilité et modifiant la directive (UE) 2019/1937 et le règlement (UE) 2023/2859 (dite Directive CS3D « Devoir de vigilance ou, en anglais, « Due diligence »), entrée en vigueur le 25 juillet 2024.
En février 2025, la Fédération bancaire française (FBF) demande la suspension de cette nouvelle norme européenne dénonçant une charge administrative « inefficace et disproportionnée ».